# Сондерс, Стив
Стив Сондерс (англ. Steve Saunders; род. 3 декабря 1964, Челтнем, Великобритания) — британский мототриалист, вице-чемпион мира по мототриалу 1986 года, 10-кратный чемпион Великобритании по мототриалу (1983-1992).

## Спортивная карьера
Стив Сондерс вырос в Челтнеме. Его отец работал смотрителем, а мать уборщицей в частной школе, и семья жила в коттедже смотрителя при 52 акрах школьной земли. Отец очень любил мотоспорт и возил Стива по всем доступным соревнованиям, а к 1975 году скопил на подарок сыну — мотоцикл Yamaha TY170. Семья была не очень обеспеченной, и в 16 лет Стив решил не продолжать образование, а пошёл работать в мотомагазин BVM. В возрасте 20 лет Сондерс женился и уехал из родительского дома.
С момента покупки первого мотоцикла Сондерс занимался любительским триалом и, бывая на соревнованиях с отцом, познакомился со многими ведущими триалистами тех лет, в том числе Берни Шрайбером и Юрьё Вестериненом. С 1977 года он уже профессионально выступал в младшей возрастной категории на локальных соревнованиях на мотоциклах Fantic, позже, уже во взрослой категории, пересел на Bultaco, став заводским гонщиком команды в британских соревнованиях.
В 1982 году он выиграл достаточно известный кубок British Experts. На этом соревновании его заметил ведущий инженер компании CCM Armstrong Майк Итоу. Итоу предложил Сондерсу место в заводской команде Armstrong на Чемпионате мира и Чемпионате Великобритании. Сотрудничество оказалось успешным: Сондерс на Armstrong выиграл чемпионаты Великобритании 1983 и 1984 года, а также регулярно финишировал в очках (и однажды на подиуме) в мировой серии. В 1983 году он бросил постоянную работу в BVM и сосредоточился на гонках, начавших приносить доход.
В 1985 году Сондерс перешёл из Armstrong в Honda и в том же году одержал первую победу на этапе Чемпионата Мира, в Германии, а по итогам года занял 3-е место. Ещё годом позже он стал вице-чемпионом мира. Тем не менее, эти успехи, как оказалось, стали высшей точкой карьеры 22-летнего пилота. Несмотря на то, что Сондерс выиграл 10 чемпионатов Великобритании подряд (четыре на Fantic, по два на Armstrong и Honda, по одному на Beta и Aprilia), на чемпионатах мира он так и не поднялся выше второго места 1986 года.
Завершил карьеру в 1995 году, Сондерс занялся бизнесом. В 2004 году он основал компанию Saunders Extreme Sports Ltd (sXs), которая специализируется на продаже оборудования для триала; Стив руководит компанией по настоящее время. Сын Стива, Джеймс Сондерс, также занимался триалом, но не стал превращать это в профессиональную карьеру.

## Результаты выступлений в Чемпионате мира по мототриалу на открытом воздухе
| Год  | Мотоцикл  | 1      | 2      | 3      | 4      | 5      | 6      | 7     | 8      | 9      | 10     | 11     | 12     | Место | Очки |
| ---- | --------- | ------ | ------ | ------ | ------ | ------ | ------ | ----- | ------ | ------ | ------ | ------ | ------ | ----- | ---- |
| 1983 | Armstrong | ESP 20 | BEL 31 | GBR 23 | IRL 14 | USA 18 | FRA 10 | AUT   | ITA    | SUI    | FIN    | SWE    | GER 20 | 24    | 1    |
| 1984 | Armstrong | ESP 7  | BEL 9  | GBR 10 | IRL 3  | FRA 5  | GER 5  | USA 7 | CAN 7  | AUT 13 | ITA 14 | FIN 12 | SWE 5  | 6     | 97   |
| 1985 | Honda     | ESP 2  | BEL 3  | GBR 3  | IRL 3  | FRA 2  | USA 4  | AUT 3 | POL 3  | FIN 3  | SWE 3  | SUI 4  | GER 1  | 3     | 185  |
| 1986 | Honda     | BEL 3  | GBR 1  | IRL 3  | ESP 9  | FRA 5  | USA 2  | CAN 2 | GER 1  | AUT 1  | ITA 6  | SWE 1  | FIN 3  | 2     | 187  |
| 1987 | Fantic    | ESP    | BEL 5  | GBR 1  | IRL 2  | GER 3  | FRA 1  | USA 6 | AUT 12 | ITA 5  | CZE 10 | SUI 8  | SWE 11 | 4     | 127  |
| 1988 | Fantic    | ESP 2  | GBR 1  | IRL 2  | LUX 5  | GER 4  | AUT 3  | FRA 7 | BEL 5  | ITA 4  | SWE 10 | FIN 5  | POL 4  | 4     | 156  |
| 1989 | Fantic    | GBR 1  | IRL 2  | ITA 5  | USA 6  | CAN 4  | FRA 13 | SWI 5 | ESP 5  | AUT 7  | CZE 7  | GER 5  | LUX 12 | 5     | 129  |
| 1990 | Beta      | IRL 12 | GBR 5  | USA 9  | CAN 6  | BEL 13 | GER 9  | SWE 6 | FIN 15 | ESP 11 | ITA    | POL    | SWI    | 11    | 58   |
| 1991 | Beta      | LUX 17 | GBR 7  | IRL    | BEL    | FRA    | ESP    | POL   | AUT    | ITA    | FIN    | SWE    | CZE    | 18    | 9    |
| 1992 | Aprilia   | ESP 15 | BEL 16 | GBR    | IRL    | FRA    | AND    | CZE   | POL    | GER    | ITA    | CAN    | USA 16 | 21    | 1    |